# William Bartram
William Bartram (Kingsessing, 20 aprile 1739 – Kingsessing, 22 luglio 1823) è stato un naturalista, botanico ed esploratore statunitense.

## Biografia
Figlio di Ann Mendenhall e John Bartram, William Bartram e la sorella gemella Elizabeth nacquero a Kingsessing in Pennsylvania. Da ragazzo accompagnò il padre in molti suoi viaggi ai monti Catskill, a Pine Barrens, nella Nuova Inghilterra ed in Florida. Durante l'adolescenza Bartram divenne famoso per la qualità dei suoi disegni di botanica ed ornitologia. Iniziò a gestire il giardino botanico del padre aggiungendovi numerose specie rare.
Nel 1773 si imbarcò in un viaggio di quattro anni che attraversò otto colonie. Bartram disegnò ed annotò dati sulla flora e la fauna locali, e sui nativi americani. Nel 1774 esplorò il fiume Saint Johns dove ebbe memorabili incontri con alligatori aggressivi e dove visitò un grosso villaggio Seminole a Cuscowilla, dove il suo arrivo fu celebrato con una grande festa. Incontrò Ahaya, capo degli Alachua Seminole. Quando Bartram spiegò loro di essere interessato allo studio di piante ed animali, il capo rise ed iniziò a chiamarlo Puc Puggy (il cacciatore di fiori). Bartram proseguì l'esplorazione della terra Alachua, quella che oggi viene chiamata prateria di Payne. William Bartram scrisse le proprie esperienze esplorative nel sudest nel libro Travels through North & South Carolina, East & West Florida, the Cherokee Country, the Extensive Territories of the Muscogulges, or Creek Confederacy, and the Country of the Chactaws, Containing an Account of the Soil and Natural Productions of Those Regions, Together with Observations on the Manners of the Indians, pubblicato nel 1791 ed oggi denominato semplicemente Travels. Ephraim George Squier e Edwin Hamilton Davis, nel loro libro Ancient Monuments of the Mississippi Valley, citano Bartram come "il primo naturalista a penetrare la fitta foresta tropicale della Florida".

## Arrivo in Georgia
William Bartram giunse a Charleston il 31 marzo 1773. Scoprì che un congresso indiano si sarebbe tenuto ad Augusta (Georgia) a giugno, e fu invitato dal Sovrintendente agli affari indiani, John Stuart, ad unirsi al gruppo che avrebbe discusso una nuova cessione di terreno. Dopo aver svolto alcuni impegni Bartram si recò a Savannah, giungendo in città l'11 o 12 aprile. Mentre aspettava l'inizio del congresso si recò sulla costa della Georgia. Visitò alcune piantagioni di riso a Midway prima di recarsi a Darien dove fu ospite di Lachlan McIntosh.
In Travels Bartram parla di un incidente che molto probabilmente avvenne nel 1776. Mentre viaggiava tra la popolazione sparsa della Georgia meridionale incontrò un "intrepido Siminole" il quale aveva promesso di uccidere il prossimo bianco che avesse incontrato, ma rimase disarmato dall'inaspettata cordialità di Bartram.
Nel viaggio lungo la costa Bartram visitò la regione di Fort Barrington sul fiume Altamaha. John e William Bartram vi avevano scoperto due nuovi alberi nel 1765, ma non videro fiori a causa della stagione avanzata. William descrisse questi alberi in Travels, il franklinia (Franklinia alatamaha) ed l'albero della febbre (Pinkneya pubens). L'albero di Franklin non vive più in natura, e tutte le piante attualmente esistenti discendono dai semi raccolti da William Bartram.
Bartram si recò ad Augusta ed esplorò l'area in attesa della conclusione del congresso. La conferenza terminò il 3 giugno 1773 con il trattato di Augusta. Per estinguere i propri debiti con i commercianti di Augusta, Creek e Cherokee consegnarono 2728 km² di terra in Georgia nordorientale. Bartram si unì al gruppo di esplorazione per la segnatura dei confini. Avvenne un incidente in un luogo chiamato Great Buffalo Lick quando gli indiani criticarono l'accuratezza del percorso seguito dal gruppo.
Questo errore (si dimostrò che gli americani si erano sbagliati) fece infuriare gli indiani. La disputa si inasprì talmente tanto che i nativi decisero di sciogliere l'accordo e tornarono nelle loro terra vietando agli statunitensi di proseguire. La condotta prudente del colonnello li convinse, ed il capo indiano accettò a patto che non si seguisse la bussola. Sarebbe stato lui a guidare il gruppo.
Bartram tornò a Savannah a metà luglio e passò autunno ed inverno sulla costa della Georgia, esplorando il fiume Altamaha, scrivendo resoconti e preparando i semi per la spedizione in Inghilterra.

## Esplorazione della nazione Cherokee

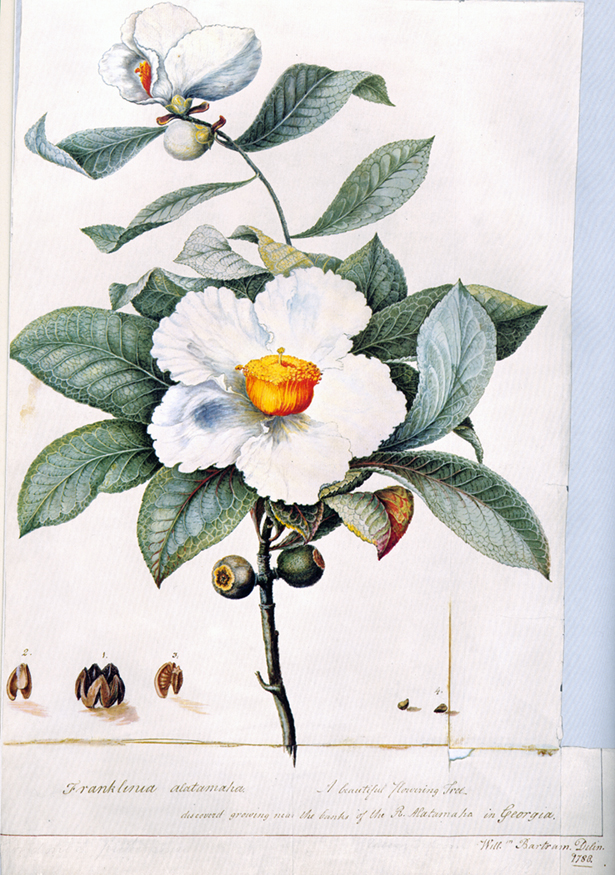
Franklinia alatamaha di William Bartram (1782)

Il 22 aprile 1775 Bartram partì da Charleston a cavallo per esplorare la nazione Cherokee. Doo aver attraversato Augusta il 10 maggio e Dartmouth il 15 maggio (35.328003°N 82.874571°W), pochi giorni dopo lasciò Fort Prince George e Keowee (34.863616°N 82.901575°W) senza essere riuscito a trovare una guida.
Oltre alle annotazioni di botanica, Bartram descrisse il viaggio "…da solo in una selvaggia terra indiana, a mille miglia dalla mia terra natale, ed a grande distanza da qualsiasi insediamento di uomini bianchi".
Durante il viaggio esplorò anche i monti Jore.

## Ritorno a Filadelfia
Bartram tornò a Filadelfia nel gennaio 1777 ed aiutò il fratello John nella gestione del Bartram's Garden.

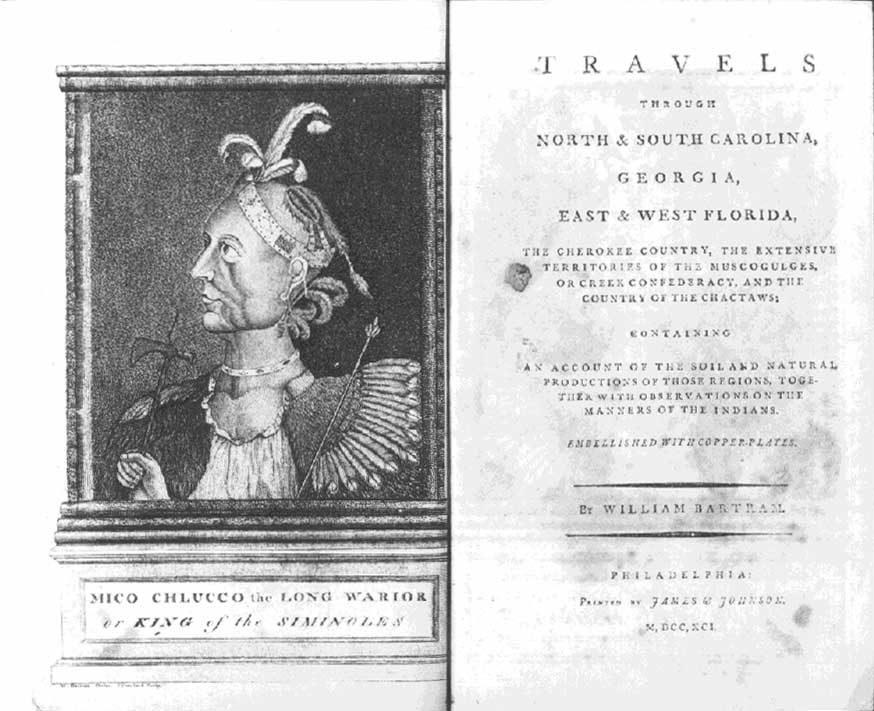
Frontespizio e copertina del "Travels"

Alla fine degli anni 1780 completò il libro per il quale divenne famoso, Travels through North and South Carolina, Georgia, East and West Florida, the Cherokee Country, ecc. Fu considerato al tempo uno dei migliori libri esistenti sulla storia naturale statunitense. Molti dei racconti dei Bartram furono le prime testimonianze di luoghi storici, compresi i tumuli georgiani di Ocmulgee. Oltre che per il suo contributo alla conoscenza scientifica, Travels è famoso per le originali descrizioni del paese statunitense. L'opera di Bartram influenzò molti scrittori romantici del tempo. Si sa che William Wordsworth, Samuel Taylor Coleridge e François-René de Chateaubriand lessero il libro, e la sua influenza si vede in molte delle loro opere.
Nonostante Bartram sia stato spesso definito un eremita, tutte le prove mostrano che rimase un commerciante, scienziato ed intellettuale attivo anche nel XIX secolo. Fece da tutore ai nipoti, scrisse numerosi trattati, contribuì a molte opere in modo anonimo ed aiutò a gestire l'orticultura di famiglia. Nel 1802 Bartram incontrò il professore Alexander Wilson ed iniziò ad insegnargli i rudimenti dell'illustrazione dell'ornitologia e della storia naturale. L'opera di Wilson American Ornithology comprende molti riferimenti a Bartram ed all'area che circonda il Bartram's Garden. Tra gli ultimi importanti contributi di Bartram vi sono le illustrazioni effettuate per l'amico Benjamin Smith Barton per spiegare il sistema linneano, Elements of Botany (1803–04).
Dopo la guerra anglo-americana, nella quale morirono molti suoi colleghi ed amici, William Bartram si dedicò ad un intenso periodo di lavoro, osservazione e studio nel giardino di famiglia di Kingsessing. Redasse un "Diario" in cui annotò la migrazione degli uccelli, la vita delle piante ed i dati meteorologici. Rifiutò l'offerta di insegnare botanica all'Università della Pennsylvania ed a 60 anni, nel 18u06, declinò l'invito del presidente Thomas Jefferson ad accompagnare una spedizione lungo il fiume Red River nel territorio della Louisiana.
Bartram morì il 22 luglio 1823, a 84 anni, nel Bartram's Garden.

## Retaggio
Sono molti in luoghi a lui dedicati:
- La William Bartram Scenic & Historic Highway che corre lungo la riva orientale del Saint Johns da Jacksonville, Florida, alla contea di St. Johns nella State Road 13
- La Bartram Trail High School di Switzerland (Florida)
- Il Bartram Trail, un sentiero che attraversa Carolina del Nord, Georgia e Carolina del Sud che commemora i suoi viaggi nella zona
- Il sistema di canoe e kayak del Bartram Canoe Trail nel delta dei fiumi Mobile-Tensaw, gestito dall'Alabama Department of Conservation
- Il William Bartram Arboretum che si trova nel Fort Toulouse Park, nei pressi di Wetumpka, in Alabama
- La Bartram Hall dell'Università della Florida a Gainesville (Florida)

## Opere
- Travels through North and South Carolina, Georgia, East and West Florida, the Cherokee Country, etc. Filadelfia, James & Johnson, 1791. Le edizioni moderne comprendono:
  - The Travels of William Bartram: Naturalist's Edition. ed. Frances Harper. Yale University Press: New Haven, CT, 1958. ISBN 0-8203-2027-7
  - William Bartram: Travels and Other Writings. Thomas Slaughter, editore. Library of America, 1996. ISBN 978-1-883011-11-6.
  - Travels and Other Writings: Travels through North and South Carolina, Georgia, East and West Florida... Ronald E. Latham, editore. Penguin, 1988. ISBN 0-14-017008-1
  - Travels Through North and South Carolina, Georgia, East and West Florida. University of Virginia Press, 1980. ISBN 0-8139-0871-X
  - William Bartram, 1739-1823: Travels etc. Documenting the American South, University Library, University of North Carolina.